# Martin Lehnfeld
Martin Lehnfeld (* 1959 in Wien) ist ein österreichischer Geiger, Mitglied der Wiener Symphoniker sowie in den Bereichen der Kammermusik, des Tango, des Wienerliedes und der Volksmusik tätig.

## Werdegang
Lehnfeld studierte  mit elf Jahren bei Thomas Kakuska an der heutigen Universität für Musik und darstellende Kunst Wien. Seit 1980 gehört er als Primgeiger den Wiener Symphonikern an.
Neben seiner Tätigkeit für die Symphoniker ist Lehnfeld in  anderen Initiativen und musikalischen Genres tätig. So war er unter Martin Sieghart ein Mitglied des Collegium Musicum Alte Universität. Auch wirkte er beim Wiener Concertverein als Bratschist sowie beim Johann Strauß Ensemble als Geiger. Gleichfalls war er E-Bassist im Jazzensemble Das Septett.
Lehnfeld, der auch  Einzelkonzerte als Geiger und Bratschist gab, spielt gleichfalls in den Tango-Formationen Tango Vivo und Tango Si. Er ist darüber hinaus ein Mitglied im Quartett Vindobona Schrammeln. Im Rahmen dieser Aktivitäten erstellte er  Kompositionen und Arrangements. Außerdem wirkte er als Geiger mit, als im Centre Georges Pompidou in Paris am 20. Mai 1988 im Rahmen einer Performance die von Rudi Aigelreiter vertonte Lyrik Friedrich Hahns Die Ufer. Eine Station aufgeführt wurde.
Im Jahr 2010 wurde Martin Lehnfeld für sein vielfältiges musikalisches Wirken von der Republik Österreich zum Professor ernannt.